# Piaski (Kępno)
Pour les articles homonymes, voir Piaski.
Piaski est une localité polonaise de la gmina de Łęka Opatowska, située dans le powiat de Kępno en voïvodie de Grande-Pologne.